# Arquipélago de Bazaruto

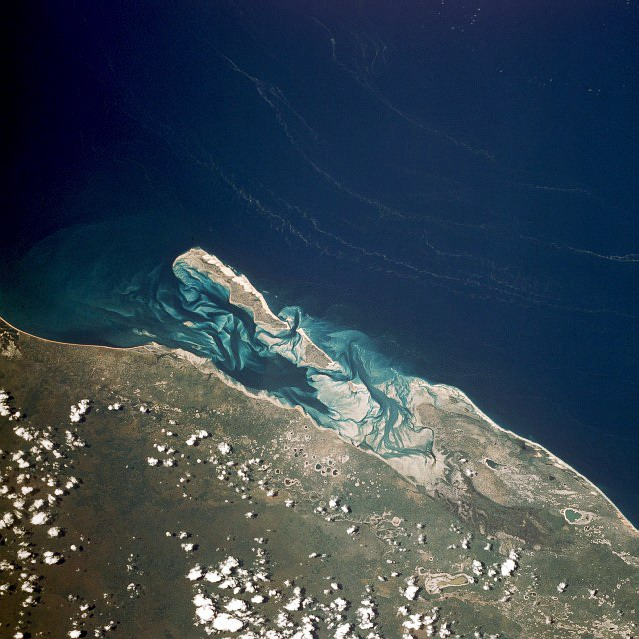
O arquipélago de Bazaruto visto do espaço, com o Norte à esquerda.

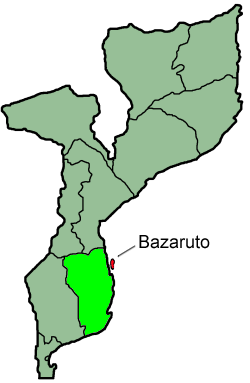
Localização do Arquipélago de Bazaruto

O arquipélago de Bazaruto é um grupo de ilhas no Oceano Índico, localizadas ao longo da costa de Moçambique. As ilhas alongam-se de norte a sul por aproximadamente 55 km e estão a cerca de uma quinzena de quilómetros do continente africano. O arquipélago faz parte do distrito de Vilankulo, na província de Inhambane.

## As ilhas
- Bazaruto : a ilha principal, deu o nome ao arquipélago, tem um comprimento de 32,5 km e uma largura de cerca de 5 km.
- Benguerra : situa-se a um quilómetro a sul da ilha de Bazaruto, medindo uma dúzia de quilómetros.
- Magaruque : localiza-se a 5,5 km da ilha de Benguerra, sendo mais pequena.
- Santa Carolina : com 2 km, localiza-se entre a ilha de Bazaruto e o continente.
- Bangue: ilhota a sul da ilha de Magaruque.

## Natureza
Bazaruto alberga a última população de dugongos das costas africanas. Quatro espécies de tartarugas vivem no arquipélago. O macaco Cercopithecus mitis encontra-se nas ilhas. Existem ainda pequenos antílopes, flamingos, pelicanos, lontras, golfinhos, baleias, e crocodilos nos lagos das duas ilhas principais. Existem centenas de espécies de peixes, assim como cerca de 160 espécies de pássaros.
O arquipélago encontra-se protegido no quadro de um parque nacional, o Parque Nacional do Bazaruto criado em 1971, que inclui os corais que envolvem as ilhas, tornando-o na única zona marinha protegida de Moçambique.